# Хільда Нільссон
Хільда Нільссон (швед. Hilda Nilsson; 24 травня 1876 — 10 серпня 1917) — шведська злочинниця, серійна вбивця. Працювала нянькою через банкрутство свого чоловіка. Брала до себе дітей за гроші, які були народжені в сім'ях без законних батьків або ж з відсутністю мінімальної опіки. Хільда вбивала їх, топлячи у ванній. Була страчена за вбивство восьми дітей.

## Історія
У другій половині XIX — на початку XX століть у Європі існувала практика найму годувальниць для малюків та няньок для старших дітей. Згодом це призвело до появи приватних притулків. Бідні жінки, особливо з позашлюбними дітьми, за гроші віддавали їх до няньок, назавжди або на деякий час. 

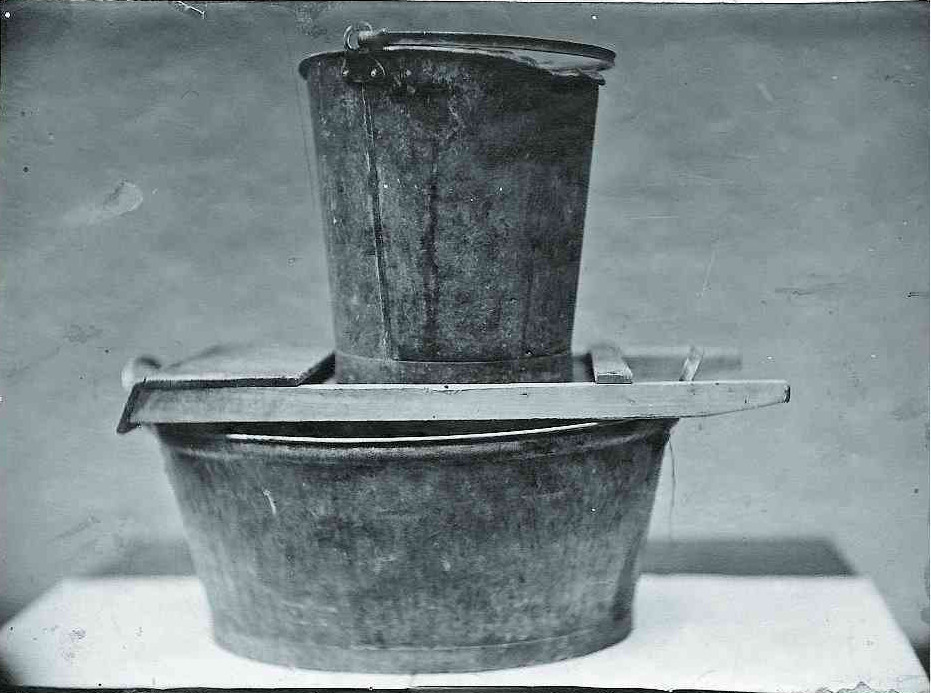
Корито і відро, які Нільссон використовувала для утоплення грудних дітей

Мешканка Гельсінборгу Хільда Нільссон, яка мала охайний та затишний дім, спокушала клієнток своїм добропорядним видом, але на відміну від інших няньок вона, не чекаючи смерті дітей, просто топила їх в кориті.
Її бізнес тривав досить довго, оскільки матері відданих «на виховання» дітей як правило не поверталися за ними. Проте злочини все ж були викриті, коли одна з матерів звернулася в поліцію. Згодом Хільду заарештували. Суд над нею розпочався 2 червня 1917 року. Після психіатричного огляду вона була засуджена до смертної кари 14 червня того ж року.  Суд невдовзі переглянув вирок і замінив обезголовлювання на довічне ув'язнення. Проте не чекаючи вироку, жінка вчинила самогубство у власній камері.
Хільда Нільссон була останньою жінкою в Швеції, яка була засуджена до страти.

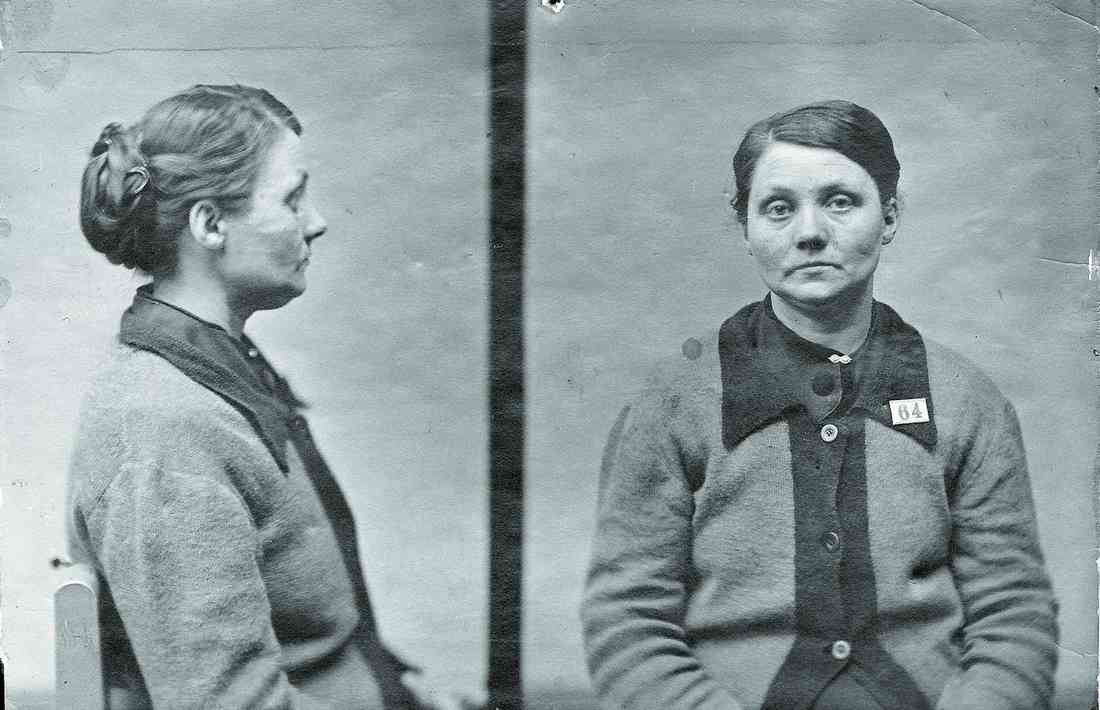
Фото Х. Нільссон у в'язниці